# The Shape of Punk to Come
Albums de Refused
Songs to Fan the Flames of Discontent
(1996) Freedom
(2015)
The Shape of Punk to Come: A Chemerical Bombination in 12 Bursts, souvent raccourci en The Shape of Punk to Come, est le troisième album studio du groupe de punk hardcore suédois Refused, sorti le 27 octobre 1998 chez Burning Heart. Il s'agit du dernier album avant la séparation du groupe la même année. Le nom de l'album est une référence à l'album The Shape of Jazz to Come, d'Ornette Coleman, lui-même inspiré du livre d'H. G. Wells, The Shape of Things to Come.
Bien que restant fidèle à ses racines punk hardcore, le groupe opte pour une orientation plus expérimentale et éclectique qu'auparavant, incorporant des éléments de musique électronique, de jazz (d'où la référence à l'album de Coleman), de folk, et de musique classique.

## Réception
Dans un premier temps, l'album fut rejeté par les fans de la première heure du groupe; il fallut plusieurs années pour que l'album connaisse une véritable popularité. Pour le magazine anglo-saxon Rock Sound, The Shape of Punk to Come est l'album qui a le plus influencé le style de musique dont le magazine traite. En 2003, le magazine Kerrang! situait l'album comme le 13e album le plus influent de tous les temps.

## Pistes
| 1.  | Worms of the Senses / Faculties of the Skull | 7:06 |
| 2.  | Liberation Frequency                         | 4:09 |
| 3.  | Deadly Rhythm                                | 3:34 |
| 4.  | Summerholidays Vs. Punkroutine               | 4:02 |
| 5.  | Bruitist Pome #5                             | 1:25 |
| 6.  | New Noise                                    | 5:08 |
| 7.  | The Refused Party Program                    | 2:38 |
| 8.  | Protest Song '68                             | 4:33 |
| 9.  | Refused Are Fucking Dead                     | 5:08 |
| 10. | The Shape of Punk to Come                    | 5:06 |
| 11. | Tannhäuser / Derivè                          | 8:07 |
| 12. | The Apollo Programme Was A Hoax              | 4:14 |